# Xu Yuhua
Xu Yuhua (chinês: 许昱华/許昱華; pinyin: Xǔ Yùhua) (Jinhua, Chequião, 29 de Outubro de 1976) é uma enxadrista chinesa que detém o título de Grande Mestre   e foi a Campeã Mundial feminina de Xadrez  em 2006. Formou-se em Direito.
Ela foi a terceira campeã mundial feminina de xadrez da China, depois de Xie Jun e Zhu Chen. Ela foi seguida pelas campeãs mundiais femininas de xadrez chinesas Hou Yifan, Tan Zhongyi e Ju Wenjun.

## Carreira
Yuhua venceu a primeira Copa do Mundo Feminina de xadrez em Shenyang, China, em 2000, e defendeu com sucesso o título dois anos depois em Hyderabad, Índia, quando derrotou Antoaneta Stefanova na partida final.
Em 2006 venceu o Campeonato Mundial Feminino de Xadrez, vencendo Alisa Galliamova e se tornou a 11ª campeã mundial feminina.
No mundial feminino de 2008 foi eliminada na segunda rodada por Svetlana Matveeva.